# Noch Fragen Arnold?/Episodenliste
Diese Episodenliste enthält alle Episoden der US-amerikanischen Comedyserie Noch Fragen Arnold?, sortiert nach der US-amerikanischen Erstausstrahlung. Die Fernsehserie umfasst acht Staffeln mit 189 Episoden.

## Überblick
| Staffel | Episodenanzahl | Erstausstrahlung | Erstausstrahlung |
| Staffel | Episodenanzahl | Staffelpremiere  | Staffelfinale    |
| ------- | -------------- | ---------------- | ---------------- |
| 1       | 24             | 3. Nov. 1978     | 4. Mai 1979      |
| 2       | 26             | 21. Sep. 1979    | 26. März 1980    |
| 3       | 22             | 12. Nov. 1980    | 13. Mai 1981     |
| 4       | 26             | 29. Okt. 1981    | 20. Mai 1982     |
| 5       | 24             | 2. Okt. 1982     | 7. Mai 1983      |
| 6       | 24             | 1. Okt. 1983     | 12. Mai 1984     |
| 7       | 24             | 29. Sep. 1984    | 4. Mai 1985      |
| 8       | 19             | 27. Sep. 1985    | 7. März 1986     |

## Staffel 1
Die englischsprachige Erstausstrahlung erfolgte vom 3. November 1978 bis zum 4. Mai 1979 bei NBC.
| Episode | Deutscher Titel           | Originaltitel         | Erstausstrahlung | Handlung |
| ------- | ------------------------- | --------------------- | ---------------- | --- |
| 01      | Im Himmel gelandet        | Movin’ In             | 3. Nov. 1978     | Mr. Philipp Drummond nimmt Arnold und Willis Jackson, die farbigen Söhne seiner verstorbenen Haushälterin, bei sich zu Hause auf. Er will den beiden Waisen ein schönes neues Zuhause geben. Außerdem lebt bei Mr. Drummond noch dessen junge, lebhafte Tochter Kimberly, die die beiden nun besser kennenlernen können. Doch Willis ist von seinem neuen Leben alles andere als begeistert, denn er vermisst seine alte Heimat: Harlem. |
| 02      | Fatales Missverständnis   | The Social Worker     | 10. Nov. 1978    | Die Sozialarbeiterin Miss Aimsley überprüft, ob Arnold und Willis bei Mr. Drummond gut untergebracht sind oder ein anderes zu Hause brauchen. Schließlich entsteht ein Missverständnis und der kleine Arnold glaubt jetzt, dass er und Willis bei Mr. Drummond unerwünscht sind, weil sie Farbige sind. |
| 03      | Mutter im Anflug          | Mother’s Last Visit   | 17. Nov. 1978    | Mr. Drummonds Mutter besucht ihren Sohn in New York. Als sie jedoch erfährt, dass er zwei farbige Jungen adoptiert hat, ist sie schockiert und fällt sogar in Ohnmacht. Nun Mr. Drummond setzt nun alles daran, ihre Vorurteile aus dem Weg zu räumen und ihr zu zeigen, dass alle Menschen die gleichen Rechte haben und die gleichen Chancen und Anrechte auf ein schönes zu Hause und eine liebevolle Erziehung haben.                |
| 04      | Wo steckt Arnold?         | Prep School           | 24. Nov. 1978    | |
| 05      | Die spitzenmäßige Schule  | The Spanking          | 1. Dez. 1978     | Mr. Drummond möchte, dass Arnold und Willis auf seine ehemalige „spitzenmäßige“ Schule gehen. Die Jungs sind begeistert, nachdem sie sich einen ersten Eindruck verschafft haben. Alles erscheint ihnen sehr neu, aufregend und voller Abenteuer. Doch sie bestehen die Aufnahmeprüfung nicht und der Traum von der schönen Schule schwindet dahin …                                                                                     |
| 06      | Homer verzweifelt gesucht | Goodbye Dolly         | 8. Dez. 1978     | |
| 07      | Goldfisch im Whirlpool    | The Trial             | 15. Dez. 1978    | |
| 08      | Wie alles begann – Teil 1 | Retrospective, Part 1 | 29. Dez. 1978    | |
| 09      | Wie alles begann – Teil 2 | Retrospective, Part 2 | 29. Dez. 1978    | |
| 10      | Zahn um Zahn              | The Fight             | 5. Jan. 1979     | |
| 11      | Harlem im Anmarsch        | The Club Meeting      | 12. Jan. 1979    | |
| 12      | Eine neue Biene           | The Woman             | 19. Jan. 1979    | |
| 13      | Die undichte Stelle       | No Time For Arnold    | 26. Jan. 1979    | |
| 14      | Das Schleudertrauma       | The Relative          | 2. Feb. 1979     | |
| 15      | Null Bock auf Lernen      | The Tutor             | 9. Feb. 1979     | |
| 16      | Die Lieblingsklausel      | The New Landlord      | 16. Feb. 1979    | |
| 17      | Arnold, du nervst!        | Willis’ Privacy       | 23. Feb. 1979    | |
| 18      | Das bisschen Haushalt     | Mrs. Garrett’s Crisis | 2. März 1979     | |
| 19      | Auf Jobsuche              | The Job               | 16. März 1979    | |
| 20      | Portland ruft – Teil 1    | The Trip, Part 1      | 30. März 1979    | |
| 21      | Portland ruft – Teil 2    | The Trip, Part 2      | 30. März 1979    | |
| 22      | Zeuge Arnold vortreten!   | Getting Involved      | 6. Apr. 1979     | |
| 23      | Die Geburtstagsfete       | Willis’ Birthday      | 13. Apr. 1979    | |
| 24      | So ein Theater!           | The Girls School      | 4. Mai 1979      | |

## Staffel 2
Die englischsprachige Erstausstrahlung erfolgte vom 21. September 1979 bis zum 26. März 1980 bei NBC.
| Episode | Deutscher Titel                | Originaltitel                                                | Erstausstrahlung |
| ------- | ------------------------------ | ------------------------------------------------------------ | ---------------- |
| 01      | Hallo Engelchen! – Teil 1      | Arnold’s Girlfriend, Part 1                                  | 21. Sep. 1979    |
| 02      | Hallo Engelchen! – Teil 2      | Arnold’s Girlfriend, Part 2                                  | 21. Sep. 1979    |
| 03      | Die Riesenchance – Teil 1      | Feudin’ And Fussin’, Part 1                                  | 28. Sep. 1979    |
| 04      | Die Riesenchance – Teil 2      | Feudin’ And Fussin’, Part 2                                  | 28. Sep. 1979    |
| 05      | Bezaubernde Romanze            | Mrs. Garrett’s Romance                                       | 12. Okt. 1979    |
| 06      | Das Lachsgeheimnis             | Birds And Bees                                               | 19. Okt. 1979    |
| 07      | Besuch vom Champion            | Arnold’s Hero a.k.a. The Hero                                | 24. Okt. 1979    |
| 08      | Adoption mit Hürden – Teil 1   | The Adoption, Part 1                                         | 31. Okt. 1979    |
| 09      | Adoption mit Hürden – Teil 2   | The Adoption, Part 2                                         | 7. Nov. 1979     |
| 10      | Vater nach Maß                 | Father And Son Day                                           | 14. Nov. 1979    |
| 11      | Zwei alte Streithähne – Teil 1 | Thanksgiving Crossover, Part 1                               | 28. Nov. 1979    |
| 12      | Zwei alte Streithähne – Teil 2 | Thanksgiving Crossover, Part 2                               | 28. Nov. 1979    |
| 13      | Bleib cool, Arnold!            | The Rivals                                                   | 5. Dez. 1979     |
| 14      | Heiße Ware                     | Hot Watch                                                    | 12. Dez. 1979    |
| 15      | Tollwutgefahr!                 | The Dog Story a.k.a. A Dog Story                             | 19. Dez. 1979    |
| 16      | Ein heißer Wahlkampf           | The Election                                                 | 9. Jan. 1980     |
| 17      | Rendezvous per Computer        | Friendly Mate                                                | 16. Jan. 1980    |
| 18      | Der arme Millionär             | Poor Drummond                                                | 23. Jan. 1980    |
| 19      | Die Geschäftsidee              | Big Business                                                 | 30. Jan. 1980    |
| 20      | Das Karate Kind                | Return Of The Gooch                                          | 6. Feb. 1980     |
| 21      | Flashback                      | Valentine’s Day Retrospective a.k.a. Valentine’s Vigil       | 13. Feb. 1980    |
| 22      | Feind hört mit                 | Skin Deep Or True Blue A.k.a. Guess Who?                     | 20. Feb. 1980    |
| 23      | Der Lieblingsschüler           | Teacher’s Pet                                                | 27. Feb. 1980    |
| 24      | Geplatztes Abendessen          | The Slumber Party                                            | 12. März 1980    |
| 25      | Das Testament                  | Arnold Faces Fatality a.k.a. The Will a.k.a. Drummond’s Will | 19. März 1980    |
| 26      | Der Klub der Taranteln         | The Squealer                                                 | 26. März 1980    |

## Staffel 3
Die englischsprachige Erstausstrahlung erfolgte vom 12. November 1980 bis zum 13. Mai 1981 bei NBC.
| Episode | Deutscher Titel                       | Originaltitel                     | Erstausstrahlung |
| ------- | ------------------------------------- | --------------------------------- | ---------------- |
| 01      | Frauen, Banditen und Moneten – Teil 1 | The Bank Job, Part 1              | 12. Nov. 1980    |
| 02      | Frauen, Banditen und Moneten – Teil 2 | The Bank Job, Part 2              | 12. Nov. 1980    |
| 03      | Arnold vor Gericht                    | Small Claims Court                | 19. Nov. 1980    |
| 04      | Ersatzmutter                          | Substitute Mother                 | 26. Nov. 1980    |
| 05      | Gedächtnisverlust – Teil 1            | The Accident, Part 1              | 3. Dez. 1980     |
| 06      | Gedächtnisverlust – Teil 2            | The Accident, Part 2              | 3. Dez. 1980     |
| 07      | Sardinen und Eiscreme                 | Little Mother                     | 10. Dez. 1980    |
| 08      | Football für Knirpse                  | Football Father                   | 17. Dez. 1980    |
| 09      | Verliebt in Charlene                  | First Love                        | 31. Dez. 1980    |
| 10      | Wahre Größe                           | Count Your Blessings              | 7. Jan. 1981     |
| 11      | Grandiose Idee                        | The Loan                          | 14. Jan. 1981    |
| 12      | Entwurzelt                            | Roots                             | 21. Jan. 1981    |
| 13      | Die Gesundheitsfanatikerin            | Junk Food Junkie a.k.a. Junk Food | 28. Jan. 1981    |
| 14      | Schoko-Splitter auf Vanilleeis        | The Bus                           | 4. Feb. 1981     |
| 15      | Alter spielt eine Rolle               | The Older Man                     | 25. Feb. 1981    |
| 16      | Lachen als Medizin                    | Where There’s Hope                | 4. März 1981     |
| 17      | Zwischen Himmel und Erde              | The Magician a.k.a. It’s Magic    | 11. März 1981    |
| 18      | Eine geeignete Bewerberin             | Drummond’s Fair Lady              | 18. März 1981    |
| 19      | Ein fragwürdiges Erbe                 | The Ancestors                     | 25. März 1981    |
| 20      | Unschuldig verdächtigt                | Almost American                   | 1. Apr. 1981     |
| 21      | Noch ein Kind mehr?                   | Room For One More                 | 6. Mai 1981      |
| 22      | Der Super-Athlet                      | The Athlete                       | 13. Mai 1981     |

## Staffel 4
Die englischsprachige Erstausstrahlung erfolgte vom 29. Oktober 1981 bis zum 20. Mai 1982 bei NBC.
| Episode | Deutscher Titel               | Originaltitel                                    | Erstausstrahlung |
| ------- | ----------------------------- | ------------------------------------------------ | ---------------- |
| 01      | Das erste Mal                 | Growing Up                                       | 29. Okt. 1981    |
| 02      | Gekaufte Freunde              | First Day Blues                                  | 5. Nov. 1981     |
| 03      | Paris ruft                    | The Model                                        | 12. Nov. 1981    |
| 04      | Eine Frage des Prinzips       | The Team                                         | 19. Nov. 1981    |
| 05      | Die Mutprobe                  | The Big Heist                                    | 26. Nov. 1981    |
| 06      | Zum ersten Mal zu zweit       | Double Date a.k.a. Blind Date                    | 3. Dez. 1981     |
| 07      | Ein chaotisches Wochenende    | The Ski Weekend                                  | 10. Dez. 1981    |
| 08      | Sportsgeist und Ungeist       | Health Club                                      | 17. Dez. 1981    |
| 09      | Relief eines Bären            | Burial Ground                                    | 7. Jan. 1982     |
| 10      | Hallo, Daddy!                 | Hello, Daddy                                     | 14. Jan. 1982    |
| 11      | Schlimmer Liebeskummer        | Jilted                                           | 21. Jan. 1982    |
| 12      | Alpträume                     | Dreams                                           | 28. Jan. 1982    |
| 13      | Das Theaterstück              | Kathy                                            | 4. Feb. 1982     |
| 14      | Gefahr im Verzug              | Fire                                             | 11. Feb. 1982    |
| 15      | Phil, der Henkersknecht       | The Squatter                                     | 18. Feb. 1982    |
| 16      | Von Eifersucht getrieben      | The Car                                          | 25. Feb. 1982    |
| 17      | Gewalt an der Schule – Teil 1 | Crime Story (Part 1) a.k.a. Crime in the Schools | 11. März 1982    |
| 18      | Gewalt an der Schule – Teil 2 | Crime Story (Part 2) a.k.a. Crime in the Schools | 18. März 1982    |
| 19      | Der Letterman-Club            | B.M.O.C.                                         | 25. März 1982    |
| 20      | Grüne Haare                   | Green Hair                                       | 1. Apr. 1982     |
| 21      | Verkupplungsversuch           | Have I Got A Girl For You                        | 8. Apr. 1982     |
| 22      | Übertriebene Dankbarkeit      | Life Savers                                      | 15. Apr. 1982    |
| 23      | Stress? Welcher Stress?       | Stress? What Stress?                             | 22. Apr. 1982    |
| 24      | Einstieg ins Musikgeschäft    | The Music Man                                    | 6. Mai 1982      |
| 25      | Verliebt in Aschenputtel      | Short But Sweet                                  | 13. Mai 1982     |
| 26      | Auf Zehenspitzen              | On Your Toes                                     | 20. Mai 1982     |

## Staffel 5
Die englischsprachige Erstausstrahlung erfolgte vom 2. Oktober 1982 bis zum 7. Mai 1983 bei NBC.
| Episode | Deutscher Titel               | Originaltitel                              | Erstausstrahlung |
| ------- | ----------------------------- | ------------------------------------------ | ---------------- |
| 01      | Duell in der Spielhalle       | Shoot-out At The O.k. Arcade               | 2. Okt. 1982     |
| 02      | Schwimmunterricht für alle    | In The Swim                                | 9. Okt. 1982     |
| 03      | Cyrano de Jackson             | Cyrano De Jackson                          | 16. Okt. 1982    |
| 04      | Der Traum vom großen Bruder   | Big Brother                                | 23. Okt. 1982    |
| 05      | Der Friedensstifter           | The Peacemaker                             | 30. Okt. 1982    |
| 06      | Unnachgiebiger Aushilfslehrer | Substitute Teacher                         | 6. Nov. 1982     |
| 07      | Schnurrbart und andere Lügen  | The Older Woman                            | 13. Nov. 1982    |
| 08      | Nackte Tatsachen              | A Case of Overexposure a.k.a. Overexposure | 20. Nov. 1982    |
| 09      | Geliebte Stimme               | Memories                                   | 27. Nov. 1982    |
| 10      | Hart auf hart                 | Push Comes To Shove                        | 4. Dez. 1982     |
| 11      | Das Praktikum                 | The Executives                             | 11. Dez. 1982    |
| 12      | Diebischer Weihnachtsmann     | Santa’s Helper                             | 18. Dez. 1982    |
| 13      | Willis geht seinen Weg        | A Growing Problem                          | 8. Jan. 1983     |
| 14      | Auch Eltern haben Rechte      | Parents Have Rights, Too                   | 15. Jan. 1983    |
| 15      | Job im Hula-Hut               | Independent Woman                          | 22. Jan. 1983    |
| 16      | Der böse Onkel – Teil 1       | The Bicycle Man, Part 1                    | 5. Feb. 1983     |
| 17      | Der böse Onkel – Teil 2       | The Bicycle Man, Part 2                    | 12. Feb. 1983    |
| 18      | Die Eisprinzessin             | Family On Ice                              | 19. Feb. 1983    |
| 19      | Unter strenger Aufsicht       | Hall Monitor                               | 26. Feb. 1983    |
| 20      | Japanische Glücksgrille       | The Cricket                                | 5. März 1983     |
| 21      | Zimmertausch                  | Roommates                                  | 12. März 1983    |
| 22      | Hoher Besuch                  | The Reporter                               | 19. März 1983    |
| 23      | Romeo und Julia               | Romeo And Juliet                           | 30. Apr. 1983    |
| 24      | Larry, der Rüpel              | My Fair Larry a.k.a. My Fair Lady          | 7. Mai 1983      |

## Staffel 6
Die englischsprachige Erstausstrahlung erfolgte vom 1. Oktober 1983 bis zum 12. Mai 1984 bei NBC.
| Episode | Deutscher Titel                 | Originaltitel                              | Erstausstrahlung |
| ------- | ------------------------------- | ------------------------------------------ | ---------------- |
| 01      | Mister T.                       | Mr. T ….and Mr. t                          | 1. Okt. 1983     |
| 02      | Schulmaskottchen Rudy           | The Goat                                   | 15. Okt. 1983    |
| 03      | Rashomon II                     | Rashomon Ii                                | 22. Okt. 1983    |
| 04      | Der Lügenbold                   | The Lie                                    | 29. Okt. 1983    |
| 05      | Gefreiter Arnold!               | Drafted                                    | 12. Nov. 1983    |
| 06      | Besuch aus Österreich           | The Van Drummonds                          | 19. Nov. 1983    |
| 07      | Zwischen Wahrheit und Lüge      | The Moonlighter                            | 26. Nov. 1983    |
| 08      | Au-Pair-Stelle gesucht          | Coming Of Age                              | 3. Dez. 1983     |
| 09      | Der Wahlkampfmanager            | Assert Yourself                            | 10. Dez. 1983    |
| 10      | Frauenpower                     | Mrs. Z                                     | 17. Dez. 1983    |
| 11      | Die absolute Königin            | Senior Class Queen                         | 7. Jan. 1984     |
| 12      | Die erste Zigarette             | Where There’s Smoke                        | 14. Jan. 1984    |
| 13      | Bis über beide Ohren verliebt!  | Drummond’s Lady                            | 21. Jan. 1984    |
| 14      | Gefahren beim Trampen – Teil 1  | The Hitchhikers (1) a.k.a. Hitchhiking (1) | 28. Jan. 1984    |
| 15      | Gefahren beim Trampen – Teil 2  | The Hitchhikers (2) a.k.a. Hitchhiking (2) | 4. Feb. 1984     |
| 16      | Hollywood, wir kommen – Teil 1  | Hooray For Hollywood, Part 1               | 11. Feb. 1984    |
| 17      | Hollywood, wir kommen! – Teil 2 | Hooray For Hollywood, Part 2               | 18. Feb. 1984    |
| 18      | Große Hochzeit – Teil 1         | The Wedding, Part 1                        | 25. Feb. 1984    |
| 19      | Große Hochzeit – Teil 2         | The Wedding, Part 2                        | 25. Feb. 1984    |
| 20      | Der „neue“ kleine Bruder        | The Honeymoon’s Over                       | 3. März 1984     |
| 21      | Viele Wege führen ans Ziel      | The Bar Mitzvah Boy                        | 17. März 1984    |
| 22      | Geld stinkt!                    | Kathy’s Olympics                           | 24. März 1984    |
| 23      | Beziehungsstreß                 | The Houseguest                             | 5. Mai 1984      |
| 24      | Kimberly in Liebe               | The Boyfriend                              | 12. Mai 1984     |

## Staffel 7
Die englischsprachige Erstausstrahlung erfolgte vom 29. September 1984 bis zum 4. Mai 1985 bei NBC.
| Episode | Deutscher Titel               | Originaltitel                   | Erstausstrahlung |
| ------- | ----------------------------- | ------------------------------- | ---------------- |
| 01      | Die Geisterjagd               | A Haunting We Will Go           | 29. Sep. 1984    |
| 02      | Arnolds Rache                 | Arnold And Lisa’s Mother        | 6. Okt. 1984     |
| 03      | Sams kleines Geheimnis        | Bedwetting                      | 13. Okt. 1984    |
| 04      | Polizistin zum Küssen         | Undercover Lover                | 20. Okt. 1984    |
| 05      | Aufruf zum Streik             | Arnold’s Strike                 | 27. Okt. 1984    |
| 06      | Sams Vater                    | Sam’s Father                    | 3. Nov. 1984     |
| 07      | Sieg über Gooch               | Carmella Meets The Gooch        | 10. Nov. 1984    |
| 08      | Das große Kakerlakengeschäft  | Arnold The Entrepreneur         | 17. Nov. 1984    |
| 09      | Ein salomonisches Urteil      | The Honorable Arnold J. Jackson | 24. Nov. 1984    |
| 10      | Stuart gibt nicht auf         | The Gymnasts                    | 1. Dez. 1984     |
| 11      | Verfluchte Mandeln            | Tonsils                         | 8. Dez. 1984     |
| 12      | Prominentenjagd               | Arnold’s Songbird               | 15. Dez. 1984    |
| 13      | Baseball Blues                | Baseball Blues                  | 5. Jan. 1985     |
| 14      | Sandy, das Eichhörnchen       | Arnold Saves The Squirrel       | 12. Jan. 1985    |
| 15      | Der eigensinnige Großvater    | Sam Adopts A Grandparent        | 19. Jan. 1985    |
| 16      | Familienstammbaum             | Happy Birthday, Drummond        | 26. Jan. 1985    |
| 17      | Das gemeinsame Nachtlager     | Sam’s New Pal                   | 2. Feb. 1985     |
| 18      | Die Maus-Krise                | Russian Embassy                 | 9. Feb. 1985     |
| 19      | Alkohol als Pausenbrot        | Cheers To Arnold                | 16. Feb. 1985    |
| 20      | Abenteuerliches Campen        | A Camping We Will Go            | 23. Feb. 1985    |
| 21      | Die kleine Schönheit          | Beauty In The Eye Of Arnold     | 2. März 1985     |
| 22      | Im Schweiße seines Angesichts | Blue Collar Drummond            | 9. März 1985     |
| 23      | Lauernde Gefahren             | Street Smarts                   | 23. März 1985    |
| 24      | Die Epileptikerin             | A Special Friend                | 4. Mai 1985      |

## Staffel 8
Die englischsprachige Erstausstrahlung erfolgte vom 27. September 1985 bis zum 7. März 1986 bei ABC.
| Episode | Deutscher Titel                     | Originaltitel                           | Erstausstrahlung |
| ------- | ----------------------------------- | --------------------------------------- | ---------------- |
| 01      | Wo ist Sam? – Teil 1                | Sam’s Missing, Part 1                   | 27. Sep. 1985    |
| 02      | Wo ist Sam? – Teil 2                | Sam’s Missing, Part 2                   | 27. Sep. 1985    |
| 03      | Wer ist verknallt in wen?           | Bully For Arnold                        | 4. Okt. 1985     |
| 04      | Keine Zeit füreinander              | Love On The Run                         | 11. Okt. 1985    |
| 05      | Ein schwerer Abschied               | Willis Goes To College                  | 18. Okt. 1985    |
| 06      | Sauer verdiente Kohle               | Arnold’s Job                            | 25. Okt. 1985    |
| 07      | Die Welt der Literatur              | A Tale Of Two Teachers                  | 8. Nov. 1985     |
| 08      | Angeber kennen keine Grenzen        | So You Want To Be A Rock Star           | 15. Nov. 1985    |
| 09      | „Union für soziales Gewissen“       | Speak No Evil                           | 29. Nov. 1985    |
| 10      | Nur nichts übereilen!               | Arnold’s Bad Rep                        | 6. Dez. 1985     |
| 11      | Im Partyrausch                      | It’s My Party And I’ll Cry If I Want To | 13. Dez. 1985    |
| 12      | Eine Frage der Ehre                 | Arnold’s Initiation                     | 10. Jan. 1986    |
| 13      | Bulimie                             | Bulimia                                 | 17. Jan. 1986    |
| 14      | Der Halleysche Komet                | Sam’s Big Brother                       | 24. Jan. 1986    |
| 15      | Das gefälschte Zeugnis              | Arnold’s Tangled Web                    | 31. Jan. 1986    |
| 16      | Arm und reich verträgt sich doch!   | Lifestyles Of The Poor And Unknown      | 7. Feb. 1986     |
| 17      | Gekauftes Rendezvous                | The Big Bribe                           | 21. Feb. 1986    |
| 18      | Süßholzgeraspel in der Dunkelkammer | The Photo Club                          | 28. Feb. 1986    |
| 19      | Dopingskandal                       | The Front Page                          | 7. März 1986     |